# Drillia rosacea
Drillia rosacea é uma espécie de gastrópode do gênero Drillia, pertencente a família Drilliidae.